# سلطان
سلطان لقب عربي مشتق من السلطة والقوة، وهو نظام حكم حيث يكون السلطان على رأس الدولة ويتميز بأن الحكم غالباً ما يكون لفترة طويلة وعادة حتى وفاة السلطان وينتقل بالوراثة إلى ولي عهده. استعمل في العهود الإسلامية لدى السلاجقة والعثمانيين والعمانيين وكذلك اتخذ منه صلاح الدين الأيوبي لقب سلطان مصر وكان آخر سلطان له سلطة حقيقة على الدولة العثمانية هو السلطان العثماني عبد الحميد الثاني ويعد السلطان سعيد بن سلطان أول من حمل لقب السلطان في سلطنة عمان بعد تأسيس الإمبراطورية العمانية .